# Station Mikoszów
Station Mikoszów is een spoorwegstation in de Poolse plaats Mikoszów.